# Stern (band)
Stern is een Nederlandstalige band uit Arnhem.

## Biografie
Stern werd in 2000 gevormd door Ruud van Meegen, Gert Jan Wijnhorst en Niek Helmink. 2 maanden later voegde toetsenist Thijs Hooiveld zich bij de band. In 2004 komt het laatste lid erbij; drummer Tom Badart.
Tijdens een kennismaking avond in 2000 blijkt dat Ruud, Gert Jan, Niek & Thijs een goede klik hebben. Ze beginnen met het spelen van covers van bekende Nederlandse artiesten. Al vrij snel krijgt het eigen geschreven materiaal meer aandacht en hiermee wint Stern de pers- en publieksprijs tijdens het Open Podium van Amphion te Doetinchem. Nadat ze veel positieve reacties ontvangen besluiten de dan nog vier jongens om in eigen beheer een album op te nemen. "Boven de dromen.." is elf maanden na de geboorte van de band, klaar. Het album wordt goed ontvangen maar door het ontbreken van drums en een baslijn, al snel bestempeld als luistermuziek. De keuze om een drummer te zoeken is snel gemaakt. Na verschillende tryouts (waarvan drummer Martijn het langst bij de band bleef) valt in 2004 de keuze op Tom. Toen nog de huisgenoot van Gert Jan. In deze periode gaat Gert Jan basgitaar spelen om een wat vollere sound te creëren.
In de jaren daarna blijft het relatief stil rondom de band. Dit komt vooral omdat op privé gebied de ene na de andere tegenslag verwerkt moet worden. Er wordt nieuwe muziek geschreven en een paar kleine optredens gegeven. Pas in 2007 beginnen de jongens weer echt te spelen. Een jaar later wordt ervoor gekozen nog een album op te nemen. Deze zal niet alleen in eigen beheer uitgebracht worden maar ook volledig in eigen beheer opgenomen worden. Op 6 november 2010 vindt de release plaats van "Voeten In De Aarde".

## Discografie

### Albums
| Titel              | Releasedatum |
| ------------------ | ------------ |
| Boven De Dromen    | 02-02-2002   |
| Voeten In De Aarde | 06-11-2010   |